# Râmnicu de Sus
Râmnicu de Sus – wieś w Rumunii, w okręgu Konstanca, w gminie Cogealac. W 2011 roku liczyła 121 mieszkańców.